# Laesthiola flavida
Laesthiola flavida är en stekelart som beskrevs av Boucek 1993. Laesthiola flavida ingår i släktet Laesthiola och familjen puppglanssteklar. Inga underarter finns listade i Catalogue of Life.